# Perino Modelo 1908
La Perino Modelo 1908 fue una primigenia ametralladora media italiana, diseñada en 1901 por el artillero (Tecnico dell'Artiglieria) Giuseppe Perino a cargo de la fábrica de artillería de Roma.

## Descripción
Aparentemente el diseño de Perino fue la primera ametralladora italiana, que en su configuración original pesaba 27 kg, por lo cual no era adecuada para emplearse en campaña y solamente era adecuada para montarse en fortificaciones; la versión aligerada de 1910 redujo su peso a 15 kg. Sin embargo, la ametralladora fue adoptada por el Regio Esercito y fue utilizada junto a las ametralladoras Fiat-Revelli Modelo 1914 y Maxim. 